# Melissa Iverson
Melissa Iverson es una deportista estadounidense que compitió en remo. Ganó tres medallas en el Campeonato Mundial de Remo, en los años 1993 y 1995.

## Palmarés internacional
| Campeonato Mundial | Campeonato Mundial       | Campeonato Mundial | Campeonato Mundial |
| Año                | Lugar                    | Medalla            | Prueba             |
| ------------------ | ------------------------ | ------------------ | ------------------ |
| 1993               | Račice (República Checa) | Medalla de plata   | Cuatro sin timonel |
| 1993               | Račice (República Checa) | Medalla de plata   | Ocho con timonel   |
| 1995               | Tampere (Finlandia)      | Medalla de oro     | Cuatro sin timonel |